# Joe Rogan
Joseph James "Joe" Rogan, född 11 augusti 1967 i Newark, New Jersey, är en amerikansk poddradiovärd, kampsportkommentator (UFC), ståuppkomiker, skådespelare och tidigare TV-programledare. Han är uppväxt i Boston men sedan 2020 bosatt i Austin, Texas.
Joe Rogan har ett av världens mest populära poddradioprogram,The Joe Rogan Experience, som under april 2020 var den näst mest nedladdade podcasten i USA. I podcasten, som han startade år 2010, samtalar Rogan med inbjudna gäster om allt ifrån kampsport till politik. Bland annat har Sam Harris, Jordan Peterson, Milo Yiannopoulos, Neil deGrasse Tyson, Alex Jones, Shirley Manson, Leah Remini, Ronda Rousey, Amy Schumer, Danica Patrick, Roger Penrose, Elon Musk, Mike Tyson, Kid Cudi, Quentin Tarantino och Rob Lowe gästat programmet.
År 2020 köpte Spotify de exklusiva rättigheterna till The Joe Rogan Experience för 200 miljoner dollar.
Joe Rogan har två standup-specialare på Netflix, Triggered och Strange Times. Joe Rogan är även expertkommentator för den amerikanska MMA-organisationen Ultimate Fighting Championship (UFC) sedan 1997. Han är en av de mest kända cannabisförespråkarna i USA och medverkar i den cannabisvänliga dokumentärfilmen The Union från 2007. De svenska TV-tittarna känner kanske igen honom mest som tidigare programledare för amerikanska Fear Factor, som sänts i TV3 och TV6. Rogan har också haft en roll i TV-serien NewsRadio.

## Privatliv
År 2009 gifte sig Rogan med Jessica Ditzel. Paret har två döttrar.
I oktober 2019 bekräftade Rogan under ett avsnitt av sin podcast att han är syssling till sångaren Gerard Way, han sa också att trots detta har de två aldrig träffats.